# Serie tipo
Una serie tipo o tipo fissa il nome di un genere o di un taxon di categoria inferiore. Contestualmente si usano perciò anche le denominazioni specie tipo e genere tipo per indicare, rispettivamente, i tipi di riferimento per il genere e per i taxa superiori.
In senso stretto una specie tipo esiste solo nella nomenclatura zoologica. Come riportato nell'Art 42.3 dell'ICZN (Codice Internazionale di Nomenclatura Zoologica), la "specie tipo" è il tipo del nome di un genere o di un sottogenere. Questa è definita come la «...specie nominale che genera il tipo di nome di un genere nominale o di un sottogenere».
In nomenclatura botanica il tipo di un nome di un genere è l'esemplare o l'illustrazione (ICBN, Art 10.1, 8.1 e 10.4). Questo tipo sarà di solito il tipo di una specie inclusa, e in tal caso può essere indicato dal nome di questa specie (Art 10.1). Informalmente, come termine di convenienza, questa specie è chiamata "specie tipo", ma la definizione non ha una formale validità.